# Philodendron folsomii
Philodendron folsomii är en kallaväxtart som beskrevs av Thomas Bernard Croat. Philodendron folsomii ingår i släktet Philodendron och familjen kallaväxter.
Artens utbredningsområde är Panamá. Inga underarter finns listade.